# Lisle (Nowy Jork)
Lisle – miasto w Stanach Zjednoczonych, w stanie Nowy Jork, w hrabstwie Broome.